# Фонтан (фильм, 2006)
«Фонта́н» (англ. The Fountain, оригинальное значение — «Исто́чник») — художественный фильм режиссёра Даррена Аронофски. Фильм номинировался на «Золотой глобус» в категории «Лучшая музыка к фильму».
Премьерный показ состоялся 2 сентября 2006 года на Международном кинофестивале в Венеции. Прокат фильма в США начался 22 ноября 2006 года. В России — 1 марта 2007 года.

## Сюжет
У молодой женщины Иззи Крео смертельно прогрессирует опухоль головного мозга. Её муж-онколог Том отчаянно пытается найти средство, чтобы её спасти, пренебрегая даже последними часами общения с ней. Он ищет лекарство, которым, возможно, станет экстракт дерева из Центральной Америки.
Иззи просит Тома закончить её книгу «Источник», которая в символической форме рассказывает о её болезни, как об инквизиторе, порабощающем средневековую Испанию. Поиск спасения представлен в книге поисками мифического Древа Жизни (источника бессмертия, объединяющего в себе библейский и мезоамериканский мифы) и конкистадором в Новой Испании. Том читает рукопись в больнице в последнюю ночь перед её смертью.
На протяжении всего фильма Том раз за разом видит сон (пижама является указанием на состояние сна): он падает на умирающую звезду в капсуле с Древом Жизни. Детали этого сна соответствуют различным элементам реальности: Том смотрел на жёлтую лампу в лаборатории, когда ему пришла в голову мысль попробовать в качестве лекарства экстракт дерева из Гватемалы — во сне эта жёлтая лампа превратилась в звезду, а поиски лекарства — в падение на неё. Также во сне существует много элементов, которые врезались ему в память в период сильнейшего эмоционального потрясения. Капсула падает на звезду Шибальба, которую жена показывала Тому незадолго до смерти, рассказывая про верования майя. Он разговаривает с Древом, значение которого Иззи упоминала и которое для него олицетворяет Жизнь и живую жену (ассоциация: волоски на шее жены и волоски на коре дерева). Во сне он делает себе кольцевые татуировки на теле, начиная с безымянного пальца левой руки, так как начал в реальности вместо потерянного обручального кольца делать татуировку перьевой ручкой и чернилами — подарком жены. Периодически во сне повторяется момент, когда Иззи зовёт Тома гулять, а он говорит, что занят. Он испытывает сильнейшее чувство вины за этот эпизод и в последнем эпизоде (после смерти Иззи) повтора сна между работой и прогулкой с женой всё-таки выбирает прогулку.
Во сне Том просит Древо подождать, так как они почти достигли цели. Но, как и в реальной жизни, Том не успевает, и Древо засыхает (Иззи умирает). Обещание закончить книгу, данное Иззи, вызывает во сне гнев Тома, так как он не знает, как это сделать. Он просит Иззи оставить его в покое, но видит её перед собой в образе Королевы Испании, которая спрашивает, освободит ли он Испанию от рабства. Том понимает, что его подлинным рабством является страх перед смертью, который победила Иззи, и освобождается от него сам.
Во сне Том осознаёт бессмысленность мечты о вечной жизни для индивида и понимает, как нужно закончить книгу, последним моментом которой после смерти Иззи оставалось убийство конкистадора жрецом майя. В концовке Тома Конкистадор умирает, напившись сока Древа Жизни, когда через него прорастают цветы Древа (повторение мифического мотива сотворения мира майанским богом Первым отцом через его смерть и прорастание из него Древа, о чём Иззи рассказала Тому), а параллельно во сне Шибальба взрывается, давая жизнь новым звёздам. Том переживает катарсис и принимает реальность. Проснувшись, он идёт на могилу Иззи, и вкапывает в неё семя дерева. Он дописал её книгу.

## В ролях
| Актёр             | Роль                                                 |
| ----------------- | ---------------------------------------------------- |
| Хью Джекман       | Томас / Томми / доктор Том Крео/ конкистадор-капитан |
| Рэйчел Вайс       | королева Изабелла / Иззи Крео                        |
| Эллен Бёрстин     | доктор Лиллиан Гузетти                               |
| Марк Марголис     | святой отец Авила                                    |
| Стивен МакХэтти   | Великий Инквизитор Силецио                           |
| Фернандо Эрнандес | владыка Шибальбы                                     |
| Итан Сапли        | Мэнни                                                |

## Создание
Фильм был запущен в производство в 2002 году с бюджетом в 78 миллионов долларов с Брэдом Питтом и Кейт Бланшетт в главных ролях, однако ещё до начала съёмок Питт покинул проект из-за творческих разногласий с Дарреном Аронофски. После того как проект «лёг на полку», Аронофски переписал сценарий. Первая версия сценария послужила основой для графической новеллы, иллюстрации для которой сделал Кент Уильямс.
Заново начать работу над фильмом Аронофски смог только в 2004 году после того, как получил согласие на участие в фильме Хью Джекмана. Главную женскую роль согласилась сыграть невеста режиссёра Рэйчел Вайс. При этом бюджет фильма был сокращён более чем вдвое — до 35 миллионов долларов. Аронофски хотел сохранить настоящее название фильма в секрете до производства, поэтому дал проекту рабочее название «The Last Man» («Последний человек»).
Аронофски старался свести к минимуму использование компьютерных спецэффектов. Вместо этого для создания спецэффектов использовалась макросъёмка химических реакций. Главная причина применения во многом уникальных некомпьютерных эффектов — снизить расходы на производство фильма. Также, по словам Аронофски, нынешние компьютерные технологии устаревают через несколько лет, а он хотел, чтобы фильм выдержал испытание временем.
Приведённая в начале фильма цитата — «И изгнал Господь Адама и Еву из Сада Эдемского и меч пламенный воздвиг, дабы охранять Древо Жизни» (англ. Therefore, the Lord God banished Adam and Eve from the Garden of Eden and placed a flaming sword to protect the tree of life) — не является точным воспроизведением оригинала (Бытие 3:24), хотя в полной мере передаёт его смысл. В Ветхом Завете Библии фраза имеет следующий вид: «И изгнал Адама, и поставил на востоке у сада Эдемского херувима и пламенный меч обращающийся, чтобы охранять путь к дереву жизни» (англ. So he drove out the man; and he placed Cherubs at the east of the garden of Eden, and the flame of a sword which turned every way, to guard the way to the tree of life). Фамилия главных героев фильма — Крео, что с латыни переводится как «я творю», а с испанского — «я верю». Полное имя Иззи (Izzy Creo) можно перевести с испанского языка (Y sí, creo) как «да, я верю». Имя и фамилия героини показаны в заключительной сцене, где Том стряхивает снег с надгробия могилы Иззи.
Среди семидесяти актёров, сыгравших в фильме воинов майя, двадцать человек на самом деле являются представителями племени майя из Гватемалы. Актёр Фернандо Эрнандес, сыгравший Повелителя Шибальбы, был единственным, кто знал английский язык.
Для частичной компенсации финансовых потерь (которые составили около 20 миллионов долларов) пришлось продать с аукциона построенные для съёмок декорации.
Для DVD-издания компания Warner Brothers решила не записывать звуковой комментарий режиссёра к фильму. Тогда Даррен Аронофски записал его в своей гостиной и выложил на собственном сайте.

## Критика
Фильм получил смешанные отзывы кинокритиков. На Rotten Tomatoes у фильма 52 % положительных рецензий из 206. На Metacritic — 51 балл из 100 на основе 36 обзоров. Роджер Эберт оценил фильм в 2,5 звезды из 4.
Майкл Аткинсон, пишущий для Sight & Sound, сказал: «Трудно вспомнить другой американский фильм, который, преследуя страстное и личное видение, идет так безумно, возмутительно и неправильно». Аткинсон сказал о повествовании: «Беспорядочное и бессмысленное перескакивание между его сюжетными линиями ... все три истории собраны по частям, многие из которых повторяются снова и снова в виде воспоминаний». Напротив, Гленн Кенни из журнала Premiere написал о фильме: «Это, вероятно, самый искусный повествовательный фильм „истории в историях“, который я когда-либо видел… К концу „Фонтана“ многослойный мета-нарратив… сводится к своего рода диегетической ленте Мёбиуса». Кенни назвал фильм «столь же требовательным, сколь и ослепительным» и сравнил режиссуру Аронофски с режиссурой Стэнли Кубрика «с точки зрения концептуальной смелости и тщательности исполнения».
Энтони Лейн, обозреватель The New Yorker, резюмировал: «В фильме могут быть важные истины, которые нужно передать, хотя у меня есть сомнения, но он кажется слишком неопытным, слишком не от мира сего, чтобы заслужить право на них».